# Lekkoatletyka na Letnich Igrzyskach Olimpijskich 1924 – bieg na 400 m mężczyzn
Bieg na 400 m mężczyzn był jedną z konkurencji lekkoatletycznych na Letnich Igrzyskach Olimpijskich 1924. Zawody odbyły się w dniach 10-11 lipca. W zawodach uczestniczyło 60 zawodników z 27 państw.

## Rekordy
| Rekord świata     | 47,4 s(*) | Ted Meredith     | Cambridge (USA) | 27 maja 1916  |
| Rekord olimpijski | 48,2 s    | Charles Reidpath | Sztokholm (SWE) | 13 lipca 1912 |

(*) 440 jardów (= 402.34 m)

## Wyniki

### Runda 1
Dwóch najszybszych zawodników z każdego biegu awansowało do ćwierćfinałów.
Bieg 1
| Miejsce | Zawodnik      | Czas | Kwal. |
| ------- | ------------- | ---- | ----- |
| 1       | Horace Aylwin | 54,0 | Q     |
| 2       | Erik Wilén    | 54,8 | Q     |

Bieg 2
| Miejsce | Zawodnik           | Czas | Kwal. |
| ------- | ------------------ | ---- | ----- |
| 1       | Ray Robertson      | 50,2 | Q     |
| 2       | Kai Jensen         | 50,9 | Q     |
| 3       | Jules Migeot       | 51,0 |       |
| 4       | Reinhold Kesküll   |      |       |
| 5       | Christophe Mirgain |      |       |

Bieg 3
| Miejsce | Zawodnik        | Czas | Kwal. |
| ------- | --------------- | ---- | ----- |
| 1       | Gustaf Wejnarth | 50,2 | Q     |
| 2       | Lajos Kurunczy  | 52,6 | Q     |
| 3       | Richard Honner  | 53,1 |       |
| 4       | Kiril Petrunov  |      |       |

Bieg 4
| Miejsce | Zawodnik       | Czas | Kwal. |
| ------- | -------------- | ---- | ----- |
| 1       | Eric Wilson    | 49,6 | Q     |
| 2       | Roy Norman     | 50,6 | Q     |
| 3       | William Fuller | 51,5 |       |
| 4       | Édouard Armand |      |       |

Bieg 5
| Miejsce | Zawodnik     | Czas | Kwal. |
| ------- | ------------ | ---- | ----- |
| 1       | Josef Imbach | 51,8 | Q     |

Bieg 6
| Miejsce | Zawodnik      | Czas | Kwal. |
| ------- | ------------- | ---- | ----- |
| 1       | David Johnson | 51,8 | Q     |
| 2       | Charles Hoff  | 53,0 | Q     |

Bieg 7
| Miejsce | Zawodnik       | Czas | Kwal. |
| ------- | -------------- | ---- | ----- |
| 1       | John C. Taylor | 50,8 | Q     |
| 2       | Tokushige Noto | 51,7 | Q     |
| 3       | Wim Bolten     | 53,0 |       |

Bieg 8
| Miejsce | Zawodnik          | Czas | Kwal. |
| ------- | ----------------- | ---- | ----- |
| 1       | Toby Betts        | 49,8 | Q     |
| 2       | Sean Lavan        | 51,2 | Q     |
| 3       | Wim Kat           | 51,8 |       |
| 4       | Guillermo Amparan | 52,0 |       |

Bieg 9
| Miejsce | Zawodnik       | Czas | Kwal. |
| ------- | -------------- | ---- | ----- |
| 1       | Artur Svensson | 50,0 | Q     |
| 2       | Raymond Fritz  | 51,0 | Q     |
| 3       | Charles Lane   | 51,4 |       |
| 4       | Menso Menso    |      |       |
| 5       | Juan Escutia   |      |       |

Bieg 10
| Miejsce | Zawodnik          | Czas | Kwal. |
| ------- | ----------------- | ---- | ----- |
| 1       | Clarence Oldfield | 49,6 | Q     |
| 2       | Edward Toms       | 49,9 | Q     |
| 3       | Carlos Garcés     | 51,0 |       |
| 4       | Emilio Casanovas  |      |       |

Bieg 11
| Miejsce | Zawodnik       | Czas | Kwal. |
| ------- | -------------- | ---- | ----- |
| 1       | Nils Engdahl   | 49,2 | Q     |
| 2       | George Renwick | 50,3 | Q     |
| 3       | Francisco Dova | 51,0 |       |
| 4       | José Martínez  |      |       |

Bieg 12
| Miejsce | Zawodnik       | Czas | Kwal. |
| ------- | -------------- | ---- | ----- |
| 1       | Terence Pitt   | 49,8 | Q     |
| 2       | Alan Christie  | 50,5 | Q     |
| 3       | Félix Escobar  | 51,4 |       |
| 4       | Raymond Jamois |      |       |
| 5       | Karel Přibyl   | 52,8 |       |

Bieg 13
| Miejsce | Zawodnik          | Czas | Kwal. |
| ------- | ----------------- | ---- | ----- |
| 1       | Luigi Facelli     | 51,0 | Q     |
| 2       | Federico Brewster | 51,8 | Q     |
| 3       | Stefan Ołdak      | 55,0 |       |

Bieg 14
| Miejsce | Zawodnik                | Czas | Kwal. |
| ------- | ----------------------- | ---- | ----- |
| 1       | Eric Liddell            | 50,2 | Q     |
| 2       | Alfredo Gargiullo       | 50,4 | Q     |
| 3       | Erik Byléhn             | 50,6 |       |
| 4       | Stanisław Świętochowski | 55,4 |       |

Bieg 15
| Miejsce | Zawodnik      | Czas | Kwal. |
| ------- | ------------- | ---- | ----- |
| 1       | Horatio Fitch | 52,0 | Q     |
| 2       | Erik Åström   | 52,1 | Q     |

Bieg 16
| Miejsce | Zawodnik         | Czas | Kwal. |
| ------- | ---------------- | ---- | ----- |
| 1       | Guy Butler       | 50,2 | Q     |
| 2       | Gaston Féry      | 51,1 | Q     |
| 3       | Narciso Costa    |      |       |
| 4       | Ennio Maffiolini |      |       |
| 5       | Christian Simmen |      |       |

Bieg 17
| Miejsce | Zawodnik           | Czas | Kwal. |
| ------- | ------------------ | ---- | ----- |
| 1       | Barthélémy Favodon | 51,2 | Q     |
| 2       | Adriaan Paulen     | 52,0 | Q     |
| 3       | Paul Hammer        | 53,1 |       |

### Ćwierćfinały
Dwóch najszybszych zawodników z każdego biegu awansowało do półfinału.
Ćwierćfinał 1
| Miejsce | Zawodnik       | Czas | Kwal. |
| ------- | -------------- | ---- | ----- |
| 1       | Horatio Fitch  | 49,0 | Q     |
| 2       | Artur Svensson | 50,0 | Q     |
| 3       | Alan Christie  | 50,8 |       |
| 4       | Edward Toms    |      |       |

Ćwierćfinał 2
| Miejsce | Zawodnik        | Czas | Kwal. |
| ------- | --------------- | ---- | ----- |
| 1       | Toby Betts      | 49,0 | Q     |
| 2       | Charles Hoff    | 49,2 | Q     |
| 3       | Gustaf Wejnarth | 50,2 |       |
| 4       | Gaston Féry     | 50,7 |       |

Ćwierćfinał 3
| Miejsce | Zawodnik           | Czas | Kwal. |
| ------- | ------------------ | ---- | ----- |
| 1       | Guy Butler         | 49,8 | Q     |
| 2       | John C. Taylor     | 50,4 | Q     |
| 3       | Barthélémy Favodon | 50,9 |       |
| 4       | Terence Pitt       | 51,6 |       |
| 5       | Kai Jensen         |      |       |
| 6       | Federico Brewster  |      |       |

Ćwierćfinał 4
| Miejsce | Zawodnik       | Czas | Kwal. |
| ------- | -------------- | ---- | ----- |
| 1       | Adriaan Paulen | 49,0 | Q     |
| 2       | Eric Liddell   | 49,3 | Q     |
| 3       | Ray Robertson  | 49,5 |       |
| 4       | Luigi Facelli  | 50,5 |       |
| 5       | Raymond Fritz  | 50,5 |       |

Ćwierćfinał 5
| Miejsce | Zawodnik          | Czas | Kwal. |
| ------- | ----------------- | ---- | ----- |
| 1       | Clarence Oldfield | 49,0 | Q     |
| 2       | David Johnson     | 49,3 | Q     |
| 3       | Erik Wilén        | 49,6 |       |
| 4       | Roy Norman        | 50,2 |       |
| 5       | Alfredo Gargiullo |      |       |
| 6       | George Renwick    |      |       |

Ćwierćfinał 6
| Miejsce | Zawodnik       | Czas | Kwal. |
| ------- | -------------- | ---- | ----- |
| 1       | Josef Imbach   | 48,0 | Q OR  |
| 2       | Nils Engdahl   | 48,4 | Q     |
| 3       | Eric Wilson    | 48,8 |       |
| 4       | Sean Lavan     | 49,8 |       |
| 5       | Tokushige Noto | 50,7 |       |
| 6       | Horace Aylwin  |      |       |

### Półfinały
Trzech najszybszych zawodników z każdego biegu awansowało do finału.
Półfinał 1
| Miejsce | Zawodnik       | Czas | Kwal. |
| ------- | -------------- | ---- | ----- |
| 1       | Horatio Fitch  | 47,8 | Q OR  |
| 2       | Guy Butler     | 47,9 | Q     |
| 3       | David Johnson  | 48,0 | Q     |
| 4       | Adriaan Paulen | 48,2 |       |
| 5       | Toby Betts     | 48,4 |       |
| 6       | Nils Engdahl   | 48,6 |       |

Półfinał 2
| Miejsce | Zawodnik          | Czas | Kwal. |
| ------- | ----------------- | ---- | ----- |
| 1       | Eric Liddell      | 48,2 | Q     |
| 2       | Josef Imbach      | 48,3 | Q     |
| 3       | John C. Taylor    | 48,7 | Q     |
| 4       | Charles Hoff      |      |       |
| 5       | Clarence Oldfield |      |       |
| 6       | Artur Svensson    |      |       |

### Finał
| Miejsce | Zawodnik       | Czas       |
| ------- | -------------- | ---------- |
| 1       | Eric Liddell   | 47,6 WR    |
| 2       | Horatio Fitch  | 48,4       |
| 3       | Guy Butler     | 48,6       |
| 4       | David Johnson  | 48,8       |
| 5       | John C. Taylor | 1:07,0 est |
| —       | Josef Imbach   | DNF        |